# Malte Mohr
Malte Mohr (* 24. července 1986, Bochum) je německý atlet, který se věnuje skoku o tyči.

## Kariéra
Na halovém ME 2009 v italském Turíně neprošel sítem kvalifikace, kde obsadil celkové desáté místo. V témže roce skončil druhý na mistrovství Evropy družstev v portugalské Leirii. Na světovém šampionátu 2009 v Berlíně překonal ve finále napotřetí 550 cm. Následnou výšku 565 cm však třikrát shodil a obsadil 14. místo.
První mezinárodní úspěch zaznamenal v roce 2010 na halovém MS v katarském Dauhá, kde získal za výkon 570 cm stříbrnou medaili. Výše skočil jen olympijský vítěz, Australan Steven Hooker, který zdolal napotřetí 601 cm. Neúspěchem pro něj skončilo Mistrovství Evropy v atletice 2010 v Barceloně, kde v kvalifikaci nepřekonal 565 cm a do finále nepostoupil.

## Osobní rekordy
- hala – 586 cm – 19. únor 2011, Postupim
- venku – 590 cm – 1. září 2010, Cáchy